# Paul Kelly (criminale)
Paul Kelly, all'anagrafe Francesco Paolo Antonio Vaccarelli (Pietrapertosa, 23 dicembre 1876 – New York, 3 aprile 1936), è stato un mafioso statunitense.
Dopo una breve carriera da pugile, sul finire del XIX secolo fondò la Five Points Gang, una delle più potenti bande criminali newyorkesi del tempo, in cui militarono giovani delinquenti che diventeranno famosi boss come Johnny Torrio, Al Capone, Lucky Luciano, Meyer Lansky, Bugsy Siegel e Frankie Yale.
Kelly è considerato il primo a concepire il crimine come business organizzato negli Stati Uniti e adottò un'immagine da gentiluomo, distinguendosi dall'attitudine rude e primitiva dei suoi coevi. La sua grande cultura e versatilità gli permisero di muoversi tra differenti strati sociali: dai bassifondi fino all'alta società di New York.

## Biografia

### Inizi
Nacque a Pietrapertosa, nell'attuale provincia di Potenza, da Michele e Angela Lacava. Stabilitosi a New York con la famiglia, iniziò a lavorare come scaricatore di porto e, in seguito, come impiegato di banca. Nelle ore notturne frequentava abitualmente locali malfamati della Bowery, dove era coinvolto in risse tra gang. Iniziò come pugile nei pesi gallo guadagnandosi una certa fama. In questo periodo adottò il nome Paul Kelly. I soldi guadagnati durante la sua carriera da boxer vennero investiti in bordelli nella Bowery. I ricavi del business della prostituzione vennero impiegati nell'apertura di club sportivi, dove si riunivano giovani delinquenti sotto il suo controllo.
Le dure condizioni di vita e di inserimento per gli immigrati irlandesi, ebrei e italiani favorirono la genesi di bande criminali e Kelly fondò a Manhattan la Five Points Gang sul finire dell'Ottocento. Quando la Five Points Gang crebbe maturando esperienza e maggiore organizzazione, Kelly ed i suoi uomini iniziarono a corrompere alcuni politici newyorkesi. Minacciando gli elettori e falsificando le liste, riuscirono ad aiutare il pubblico ufficiale Tammany Hall a ottenere la carica; questa divenne una costante nelle attività della varie bande americane.
Kelly aprì il "New Brighton Athletic Club" situato a Great Jones Street che ospitava caffetteria, sala da ballo e incontri di pugilato, nonché il quartier generale della banda. Si distinse dai criminali del tempo per la sua cultura (parlava italiano, francese, spagnolo; apprezzava l'arte e la musica classica) e per la sua immagine elegante e raffinata che affascinarono l'élite newyorkese, la quale frequentava spesso il suo locale.

### Rivalità con Monk Eastman
Il suo peggior rivale fu Monk Eastman con la sua Eastman Gang che dominava la zona est di Bowery, mentre Kelly controllava quella ad ovest, contendendosi la zona neutrale del quartiere. Anche Eastman aveva stretti rapporti con Tammany Hall, che si servì di entrambi per motivi elettorali. Dal 1903 la faida con Eastman s'intensificò e ci furono diversi morti tra le due fazioni. Durante uno scontro tra le bande, Kelly sferrò un pugno sul naso a Jack Shimsky, uno dei migliori uomini di Eastman. In cerca di vendetta, Shimsky lo sfidò in un incontro di boxe. Nonostante una notevole differenza di peso e altezza, Kelly (alto circa 160 cm e di corporatura minuta) riuscì a mandare al tappeto Shimsky, un uomo di 180 cm e quasi 100 kg di peso, al terzo round. La sconfitta di Shimsky fu un grande danno alla reputazione di Eastman.
Quando la guerra tra le gang divenne sempre più sanguinaria, coinvolgendo anche civili, Tom Foley, deputato di Tammany Hall, convocò Kelly ed Eastman e li informò che nessuno dei due avrebbe più ricevuto protezione politica se non avessero risolto i loro dissidi in maniera meno plateale e pericolosa. I due leader raggiunsero un accordo che però sarebbe durato solo due mesi. Per porre nuovamente fine alla guerra, fu deciso che i due leader si affrontassero in un incontro di boxe, il cui esito avrebbe garantito al vincitore il controllo del territorio disputato. Eastman e Kelly combatterono per più di due ore: Kelly poteva contare su una base tecnica, ma Eastman era più robusto: l'incontro si concluse con un pareggio e la guerra non terminò.
Eastman verrà arrestato per rapina nel 1904 e Tammany Hall si rifiutò di intervenire in suo favore, non più interessata ad offrirgli appoggio e ritenendo che la sua incarcerazione avrebbe terminato la faida con il suo rivale. Con Eastman in carcere, Kelly divenne il signore del crimine di New York.

### Ultimi anni
Nel 1909 sopravvisse ad un attentato organizzato da James T. "Biff" Ellison e Pat "Razor" Riley, ex membri della Five Points Gang, che tentarono di ucciderlo nel suo locale New Brighton. Kelly, ferito, si salvò grazie alla guardia del corpo James "Red" Harrington, che morì nella sparatoria, in cui furono coinvolti anche alcuni avventori. L'attentato portò alla chiusura del locale da parte del commissario William McAdoo e il dominio criminale di Kelly iniziò a declinare.
Benché avesse perso gran parte del suo potere, Kelly proseguì la sua attività come sindacalista ed estorsore nel mercato portuale. Ripristinò il suo nome di battesimo americanizzandolo in Paul Vaccarelli. Morì di cause naturali nel 1936.

## Kelly nella cultura di massa
Nel 1970, Andy Warhol acquistò l'edificio che un tempo ospitava il quartier generale di Kelly. La struttura fu, in seguito, lo studio di Jean-Michel Basquiat.
Kelly appare nei romanzi Mile High di Richard Condon e L'alienista di Caleb Carr. Da quest'ultimo è tratta una serie televisiva omonima, dove è interpretato da Antonio Magro.
A lui è dedicata una puntata della rubrica Fuorilegge. Quattro storie criminali di Nicola Attadio, trasmessa su Rai Radio 3 nel 2020.